# Démographie de Jérusalem
Fondée vers 3000 av. J.-C, la Vieille ville de Jérusalem est divisée en quartiers juifs, chrétiens, musulmans et arméniens. À l'époque de Jésus, la ville comptait environ 80 000 habitants. En 1839, la ville comptait environ 15 000 habitants. À partir de 1844, la communauté juive orthodoxe constituait le plus important groupe religieux de la ville. En 1863, la ville comptait 21 000 habitants, dont 10 000 juifs, 8 000 musulmans et 3 000 chrétiens. À partir de 1893, la majorité de la population de la ville était constituée de Juifs. En 2003, la Vieille Ville comptait 31 405 Arabes et 3 965 « Juifs et autres ». Pour cette même année, la population totale de la ville était de 693 217, dont 464 527 « Juifs et autres » et 228 690 Arabes.
En 2022, 59,4 % des habitants de Jérusalem sont juifs, 37,7 % musulmans et 1,3 % chrétiens.

## Vue d'ensemble
Les Hiérosolymitains, ou Hiérosolymites (habitants de Jérusalem), sont de nationalités, d'origines ethniques et religieuses différentes et sont constitués de juifs européens, du Moyen-Orient et d'Afrique, d'arméniens chrétiens, de musulmans, de protestants, d'arabes grecs orthodoxes, d'arabes syriaques orthodoxes et coptes orthodoxes, parmi d'autres. Certains de ces groupes étaient originellement des immigrants ou des colons qui devenus au cours des ans des populations indigènes et revendiquent l'importance de Jérusalem pour leur foi comme raison pour être venus vivre et de vivre dans la ville.
La longue histoire de conquêtes de Jérusalem par des pouvoirs antagonistes et en conflit a engendré différents groupes vivants dans la ville parmi lesquels beaucoup n'ont jamais été identifiés ou assimilés par un pouvoir spécifique, malgré la longueur de leurs règnes. Bien qu'ils aient été des citoyens de tel royaume ou de tel empire et qu'ils se soient impliqués dans les activités et les devoirs civiques, ces groupes se voient eux-mêmes comme des groupes avec une nationalité distincte (voir par exemple les arméniens). Le système ottoman du millet, par lequel les minorités de l'Empire ottoman avaient l'autorité de se gouverner eux-mêmes à l'intérieur du cadre du système central, a permis à ces groupes de conserver une autonomie et de rester séparés des autres groupes religieux ou nationaux.
Depuis 1967, date à laquelle Israël conquit Jérusalem-Est, la proportion de juifs à Jérusalem a diminué, passant de 76 % à 61 %. La population arabe de Jérusalem a quant à elle augmenté, passant de 24 % à 36 %.

## Répartition de la population
Le tableau ci-dessous présente des données sur la démographie de Jérusalem au cours du temps, avec plus de précision pour la population juive. Les lecteurs doivent être attentifs au fait que les frontières de Jérusalem  ont changé de nombreuses fois au cours des années et que Jérusalem peut aussi référer à un district ou encore à un sous-district sous l'administration ottomane, anglaise ou israélienne, voir par exemple District de Jérusalem. Ainsi, des comparaisons année après année peuvent ne pas être valides à cause des variations des superficies prises en compte par les recensements de population.
| Année | Juifs            | Musulmans        | Chrétiens      | Total           | Source                                    |
| ----- | ---------------- | ---------------- | -------------- | --------------- | ----------------------------------------- |
| 1163  | 200              | ?                | ?              | ?               |                                           |
| 1471  | 250f             | 300f             | ?              | ?               | Baron 1952                                |
| 1488  | 76f              | ?                | ?              | ?               | Baron 1952                                |
| 1489  | 200f             | ?                | ?              | ?               | Yaari, 1943                               |
| 1525  | 199f             | 616f             | 119f           | ?               | Baron 1952                                |
| 1539  | ?                | 1 630 m          | ?              | ?               | Tahrir                                    |
| 1553  | 1 958 m          | 11,750           | 358 m          | ?               | Masters 2004                              |
| 1844  | 7 120            | 5 000            | 3 390          | 15 510          | Harrel 1974                               |
| 1854  | 8 000            | 4 000            | 3 500          | 15 500          | New-York Herald Tribune                   |
| 1876  | 12 000           | 7 560            | 5 470          | 25 030          | Harrel 1974                               |
| 1880  | 17 000,          | ?                | ?              | ?               |                                           |
| 1896  | 28 110           | 8 560            | 8 750          | 45 420          | Harrel 1974                               |
| 1916  | 45 000           | 10 000           | 15 000         | 70 000          | Ministère de la guerre, 1916              |
| 1922  | 33 971           | 13 413           | 14 669         | 62 578          | Harrel 1974                               |
| 1931  | 51 200           | 19 900           | 19 300         | 90 053          | Harrel 1974                               |
| 1944  | 97 000           | 30 600           | 29 400         | 157 000         | ?                                         |
| 1947  | 100 000          | 105 000          | 40 000?        | 245 000         | ONU 1983                                  |
| 1948  | 100 000          | 40 000           | 25 000         | 165 000         | Harrel 1974                               |
| 1967  | 195 700          | 54 963           | 12 646         | 263 307         | Harrel 1974                               |
| 1978  | 315 000          | 49 000           | 12 000         | 376 000         | Geo n°19                                  |
| 1980  | 292 300          | ?                | ?              | 407 100         | Municipalité de Jérusalem                 |
| 1985  | 327 700          | ?                | ?              | 457 700         | Municipalité de Jérusalem                 |
| 1987  | 340 000          | 121 000          | 14 000         | 475 000         | Municipalité de Jérusalem                 |
| 1990  | 378 200          | 131 800          | 14 400         | 524 400         | Municipalité de Jérusalem                 |
| 1995  | 417 100          | 182 700          | 14 100         | 617 000         | Municipalité de Jérusalem                 |
| 1996  | 421 200          | ?                | ?              | 602 100         | Municipalité de Jérusalem                 |
| 2000  | 448 800          | ?                | ?              | 657 500         | Municipalité de Jérusalem                 |
| 2005  | 469 300          | 220 000?         | 15 000?        | 706 400         | Municipalité de Jérusalem                 |
| Année | Juifs            | Musulmans        | Chrétiens      | Total           | Source                                    |
| 2012  | 500 400 (61,8 %) | 284 400 (35,2 %) | 11 800 (1,5 %) | 809 100 (100 %) | Bureau central des statistiques israélien |
| 2013  | 506 200 (61,5 %) | 291 900 (35,5 %) | 11 900 (1,4 %) | 822 600 (100 %) | Bureau central des statistiques israélien |
| 2014  | 515 200 (61,3 %) | 299 500 (35,7 %) | 12 200 (1,4 %) | 839 800 (100 %) | Bureau central des statistiques israélien |
| 2015  | 524 700 (61,2 %) | 307 300 (35,8 %) | 12 400 (1,4 %) | 857 800 (100 %) | Bureau central des statistiques israélien |
| 2016  | 532 700 (60,9 %) | 315 500 (36,1 %) | 12 500 (1,4 %) | 874 200 (100 %) | Bureau central des statistiques israélien |
| 2017  | 541 400 (60,7 %) | 324 200 (36,3 %) | 12 600 (1,4 %) | 892 000 (100 %) | Bureau central des statistiques israélien |
| 2018  | 551 000 (60,5 %) | 332 700 (36,5 %) | 12 700 (1,4 %) | 910 400 (100 %) | Bureau central des statistiques israélien |
| 2019  | 559 500 (60,3 %) | 341 300 (36,8 %) | 12 800 (1,4 %) | 927 900 (100 %) | Bureau central des statistiques israélien |
| 2020  | 566 700 (60,0 %) | 349 800 (37,1 %) | 12 900 (1,4 %) | 943 800 (100 %) | Bureau central des statistiques israélien |
| 2021  | 573 300 (59,8 %) | 358 200 (37,4 %) | 12 900 (1,3 %) | 958 700 (100 %) | Bureau central des statistiques israélien |
| 2022  | 578 900 (59,4 %) | 367 000 (37,7 %) | 13 000 (1,3 %) | 974 000 (100 %) | Bureau central des statistiques israélien |

Au 24 mai 2006, la population de Jérusalem est de 724000 habitants (à peu près 10 % de la population totale d'Israël), dont 65,0 % étaient juifs (dont 40 % habitent à Jérusalem-Est), 32 % de musulmans (qui vivent majoritairement à Jérusalem-Est) et 2 % de chrétiens. 35 % de la population sont des enfants de moins de 15 ans. En 2005, 18 600 naissances étaient décomptées.

Évolution de la population de Jérusalem (1130-2012)

Il faut savoir que ces statistiques officielles israéliennes concernent la municipalité étendue de Jérusalem. Cela inclut non seulement la surface d'avant 1967 des municipalités israéliennes et jordaniennes, mais aussi les villages palestiniens environnants et les voisinages est de la ville, qui ne faisaient pas partie de la Jérusalem Est jordanienne avant 1967.

## Natalité
| Population | 2016 | 2017 | 2018 | 2019 | 2020 | 2021 | 2022 | 2023 |
| ---------- | ---- | ---- | ---- | ---- | ---- | ---- | ---- | ---- |
| Juifs      | 4,40 | 4,37 | 4,49 | 4,42 | 4,39 | 4,47 | 4,39 | 4,32 |
| Musulmans  | 3,30 | 3,41 | 3,19 | 3,26 | 3,08 | 3,16 | 2,87 | 2,79 |
| Total      | 3,89 | 3,90 | 3,90 | 3,88 | 3,79 | 3,86 | 3,68 | 3,64 |

| Population | 2016 | 2017 | 2018 | 2019 | 2020 | 2021 | 2022 | 2023 |
| ---------- | ---- | ---- | ---- | ---- | ---- | ---- | ---- | ---- |
| Juifs      | 24,0 | 24,0 | 24,8 | 23,9 | 23,4 | 23,7 | 22,8 | 22,9 |
| Musulmans  | 23,5 | 24,6 | 23,1 | 23,5 | 21,6 | 22,3 | 20,6 | 20,6 |
| Total      | 23,4 | 23,6 | 23,7 | 23,3 | 22,2 | 22,7 | 21,4 | 21,5 |

## Pratique religieuse
| Pratique religieuse | 2006-2008 | 2012-2014 | 2019-2021 |
| ------------------- | --------- | --------- | --------- |
| Ultra-orthodoxe     | 29 %      | 34 %      | 35 %      |
| Orthodoxe           | 18 %      | 21 %      | 20 %      |
| Traditionaliste     | 33 %      | 26 %      | 25 %      |
| Laïque              | 20 %      | 19 %      | 19 %      |